# Jordan 196
La Jordan 196 è una vettura di Formula 1, con cui la scuderia irlandese affronta il campionato 1996.

## Stagione
La vettura sfoggiava un'inedita livrea aurea, dovuta all'accordo col nuovo main sponsor Benson & Hedges, che avrebbe affiancato il team fino alla sua cessione nel 2005.
Venne confermato Rubens Barrichello, a fianco del quale fu ingaggiato Martin Brundle, che nella stagione precedente aveva corso alcuni Gran Premi con la Ligier.

La monoposto si rivelò discretamente veloce, riuscendo a lottare regolarmente per i punti, ma venendo fermata spesso da guasti meccanici. Nonostante ciò, il team raccolse 22 punti iridati, uno più dell'anno prima; migliori risultati furono tre quarti posti, due di Barrichello (Argentina e Gran Bretagna) e uno di Brundle in Italia. La stagione si concluse al 5º posto nella classifica costruttori.

## Risultati completi in Formula 1
| Anno | Team              | Motore                  | Gomme | Piloti      |     |     |     |   |     |     |     |     |   |   |    |     |     |   |     |   | Punti | Pos. |
| ---- | ----------------- | ----------------------- | ----- | ----------- | --- | --- | --- | - | --- | --- | --- | --- | - | - | -- | --- | --- | - | --- | - | ----- | ---- |
| 1996 | Jordan Grand Prix | Peugeot A12 EV5 3.0 V10 | G     | Barrichello | Rit | Rit | 4   | 5 | 5   | Rit | Rit | Rit | 9 | 4 | 6  | 6   | Rit | 5 | Rit | 9 | 22    | 5º   |
| 1996 | Jordan Grand Prix | Peugeot A12 EV5 3.0 V10 | G     | Brundle     | Rit | 12  | Rit | 6 | Rit | Rit | Rit | 6   | 8 | 6 | 10 | Rit | Rit | 4 | 9   | 5 | 22    | 5º   |